# Чорбаджійсько
Чорбаджі́йсько (болг. Чорбаджийско) — село в Кирджалійській області Болгарії. Входить до складу общини Кирково.

## Населення
За даними перепису населення 2011 року у селі проживали 1964 особи.
Національний склад населення села:
| Національність   | Кількість осіб | Відсоток |
| ---------------- | -------------- | -------- |
| турки            | 1091           | 90,3%    |
| болгари          | 73             | 6,0%     |
| цигани           | 29             | 2,4%     |
| інша             | 0              | 0%       |
| не визначились   | 15             | 1,2%     |
| Всього відповіли | 1208           |          |

Розподіл населення за віком у 2011 році:
Динаміка населення: